# Knud Schibsbye
Knud Schibsbye (13. august 1924 – 6. juli 2010) var en dansk sprinterløber, som løb for Frederiksberg IF. 

## Internationale mesterskaber
- 1950 100 meter 11,1
- 1950 200 meter 22,1

## Danske mesterskaber
- Guld 1952   100 meter  10,9
- Guld 1952   4 x 100 meter
- Guld 1952   200 meter  22,2
- Guld 1951   100 meter  11,0
- Guld 1951   200 meter  22,5
- Guld 1950   100 meter  10,9
- Guld 1950   200 meter  22,5
- Guld 1949   100 meter  10,8
- Guld 1949   200 meter  22,2
- Bronze 1948   100 meter  11,1

## Personlige rekorder
- 100 meter: 10,7 1950